# Kristinčin návrat
Kristinčin návrat (německy Cristinas Heimreise] je komedie Huga von Hofmannsthala z roku 1910. Poprvé byla uvedena 11. února 1910 v Německém divadle (Deutsches Theater) v Berlíně.

## Postavy
- Don Blasius, farář v Capodiponte
- Kristina, jeho neteř
- Pasca, jejich služebná
- Florindo
- Kapitán Tomaso, navrátivší se z Indie
- Pedro, míšenec, jeho sloužící
- Antonie
- Podomek
- Sluha Mantovani
- Starý Romeo
- Tereza
- Syn hostinského
- Kuchtička
- Neznámá
- Chlapec
- Krejčová
- Bárkař

## Česká představení
Do češtiny Kristinčin návrat přeložil Josef Balvín. Pod tímto názvem byla hra uváděna v letech 2000 a 2001 ve Stavovském divadle. Režie tehdejší inscenace se ujal Ivan Rajmont a v hlavních rolích se představili mj. Milan Stehlík (Don Blasius), Martina Válková (Kristina), Jana Boušková (Pasca), Jiří Langmajer (Florindo) či Václav Postránecký (kapitán Tomaso).